# محمد محمود البشتاوي
محمد محمود البشتاوي شاعر، وصحافي، وباحث فلسطيني، ولد في الأردن 11 يونيو 1980م، حاصل على بكالوريوس اقتصاد، مالية ومصرفية / جامعة اليرموك – 2002م.

## إصداراته
صدر له ديوانه الشعري الأول كأن المسافةَ وهمٌ، عن دار فضاءات الأردنية للنشر والتوزيع. ومدار الضوء؛ دراسات في الأدب العربي المعاصر، وكتاب مشترك مع باحثين عرب وأجانب حمل عنوان الهوية الفلسطينية إلى أين؟، صدر عن مركز دراسات التراث والمجتمع الفلسطيني في رام الله 2008م.

## عمله الصحافي والإعلامي
يعمل البشتاوي في البحث والإعداد البرامجي، ومراسلا ثقافيا لـ «المجلة العربية» (السعودية) في عمان / الأردن وفي حقل العمل البرامجي عمل باحثاً ومعداً وأنجزَ برنامج حروب سلمية (المنتج لصالح شركة طيف للإنتاج الإعلامي)حلقة وثائقية من فيلم «حرب الفضائيات»، (مساعد بحث وإعداد).برنامج «مكان من وطني» (خاص بقناة الجزيرة، إنتاج شركة طيف): حلقة وثائقية من فيلم «عكا».حلقة وثائقية من فيلم «الناصرة».
كما اشترك في كتابة سيناريو الفيلم الوثائقي «نشيد الحرية»، (من إخراج أحمد عدنان الرمحي.
وفيالعمل الصحافي: عمل محررا صحافيا (01/05/2007 - 01/05/2008) لدى مجموعة الحقيقة الدولية للصحافة والإعلام – عمان.وصحافيا ومحررا في جريدة اللواء منذ 1/5/2005 -1/5/2006م.

## حركة النشر
نشر وينشر وبشكل دوري التقارير والمقالات والدراسات والحوارات، وذلك بدءاً من العام 2004، ولغاية الآن، في عدد من الصحف والدوريات العربية، منها:
أ‌)	مؤسسات: الشركة السعودية للنشر المتخصص، مؤسسة فلسطين للثقافة (دمشق)، مؤسسة الأفق للثقافة والفنون (حيفا – فلسطين)، مؤسسة الأسوار للتنمية الثقافية والاجتماعية (عكا – فلسطين)
ب‌)	المجلات: الجوبة (فصلية ثقافية سعودية)، العربية (شهرية ثقافية سعودية)، الثقافية العربية (شهرية ثقافية ليبية)، أقلام جديدة (أردنية ثقافية شهرية)، أفكار (أردنية ثقافية شهرية)، حيفا لنا (مجلة شهرية ثقافية فلسطينية)، مجلة البيادر السياسي (أسبوعية شاملة، فلسطين – القدس)، مجلة كنعان (يومية إلكترونية فلسطينية – رام الله)، رؤية (مجلة شهرية كردية – عراقية).
ت‌)	صحف: الراية القطرية، الوقت البحرينية، الحقائق اللندنية، المحرر الأسترالية، العرب اللندنية، أخبار العرب الكندية، فصل المقال (أسبوعية فلسطينية 48)، ديار النقب (أسبوعية فلسطينية 48)، المسار (أسبوعية فلسطينية – أم الفحم48)، الرأي (يومية أردنية)، الغد (يومية أردنية)، الدستور (يومية أردنية)، الأهالي (أسبوعية أردنية)، المجد (أسبوعية أردنية)، صحيفة بانياس (أسبوعية سورية - الجولان)، اتجاهات (أسبوعية عراقية)

## روابط خارجية
الثلاثي جبران ومحمود درويش.. مزاوجة الشعر والموسيقى – المجلة العربية 
نبوءة غسان الأدبية واستشراف المستقبل في «عائد إلى حيفا»
تأملات اليته.. شعر 